# Чжао Жуйжуй
Чжао Жуйжуй (кит. 赵蕊蕊, англ. Zhao Ruirui; р. 8 октября 1981, Нанкин, провинция Цзянсу, Китай) — китайская волейболистка, центральная блокирующая. Чемпионка летних Олимпийских игр 2004 года.

## Биография
Чжао Жуйжуй родилась в столице провинции Цзянсу городе Нанкине в спортивной семье. Её отец был кандидатом в волейбольную сборную Китая, мать тоже занималась этим видом спорта. В 11-летнем возрасте Чжао Жуйжуй поступила в баскетбольную секцию провинциальной спортивной школы, но вскоре перешла в волейбол. В 1994 высокорослую молодую спортсменку приняли в молодёжную армейскую команду «Байи», а через три года — в основную команду клуба, за которую Чжао Жуйжуй выступала на протяжении почти всей своей спортивной карьеры.
В 1998 году 17-летняя Чжао Жуйжуй стала кандидатом в сборную Китая, но из-за травмы, полученной на тренировке, дебют в национальной команде состоялся только через год и принёс молодой спортсменке титул чемпионки Азии и бронзовые медали Гран-при. Волейболистка быстро стала ключевым игроком сборной, но травмы, преследовавшие её, не дали в самой полной степени раскрыть игровой потенциал. В 2000 году она пропустила Олимпиаду из за тяжёлого повреждения колена, полученного накануне турнира. В 2001 году Чжао Жуйжуй вернулась на площадку и на протяжении последующих трёх лет внесла значительный вклад в медальные достижения как сборной, так и своего клуба. В 2003 она получила приз лучшего игрока чемпионата Азии и в этом же году была признана лучшей нападающей победного для китайской национальной команды розыгрыша Кубка мира.
В 2004 Чжао Жуйжуй получила перелом ноги, но сумела восстановиться к Олимпиаде в Афинах. В первом же матче олимпийского волейбольного турнира против сборной США спортсменка снова ломает ногу, после чего вынуждена находиться вне игры на протяжении почти трёх лет. Тем не менее сборная Китая и без своего лидера смогла выиграть высшие награды на тех олимпийских играх, принеся «золото» и Чжао Жуйжуй.
В 2008 году к домашней Олимпиаде Чжао Жуйжуй после 4-летнего перерыва включена в состав сборной и стала бронзовым призёром турнира. После победы в первом розыгрыше Кубка Азии волейболистка завершила карьеру в национальной команде, а в 2010 оставила спорт.
После окончания игровой карьеры Чжао Жуйжуй занялась литературной деятельностью и написала два научно-фантастических романа

### Клубная карьера
- 1997—2009 —  «Байи» (Шэньчжэнь).
- 2009—2010 —  «Фуцзянь» (Фуцин).

## Достижения

### С клубами
- Чемпионка Китая 2002;
  - 3-кратный серебряный (2003, 2004, 2008) и бронзовый (2000) призёр чемпионатов Китая.
- серебряный призёр клубного чемпионата Азии 2004.

### Со сборными Китая
- Олимпийская чемпионка 2004;
  - бронзовый призёр Олимпийских игр 2008.
- победитель розыгрыша Кубка мира 2003.
- победитель розыгрыша Всемирного Кубка чемпионов 2001.
- победитель Гран-при 2003;
  - двукратный серебряный (2001, 2002) и бронзовый (1999) призёр Гран-при.
- чемпионка Азиатских игр 2002.
- 3-кратная чемпионка Азии — 1999, 2001, 2003, .
- победитель розыгрыша Кубка Азии 2008.

### Индивидуальные
- 2002: MVP чемпионата Китая.
- 2003: MVP и лучшая блокирующая чемпионата Азии.
- 2003: лучшая нападающая Кубка мира.
- 2004: MVP чемпионата Китая.